# Santana do São Francisco
Santana do São Francisco är en kommun i Brasilien.   Den ligger i delstaten Sergipe, i den östra delen av landet, 1 400 km nordost om huvudstaden Brasília. Antalet invånare är 7 038.
Omgivningarna runt Santana do São Francisco är en mosaik av jordbruksmark och naturlig växtlighet. Runt Santana do São Francisco är det ganska tätbefolkat, med 83 invånare per kvadratkilometer.